# Эрика древовидная
Э́рика древови́дная (лат. Érica arbórea) — вид растений рода Эрика семейства Вересковые.

## Распространение и экология
Произрастает в Южной Африке, на Средиземноморском побережье Африки и Европы, встречается в горах Кавказа.
Как и все остальные вересковые, эрика древовидная растёт на кислой почве — от сухой и песчаной до заболоченной.

## Ботаническое описание

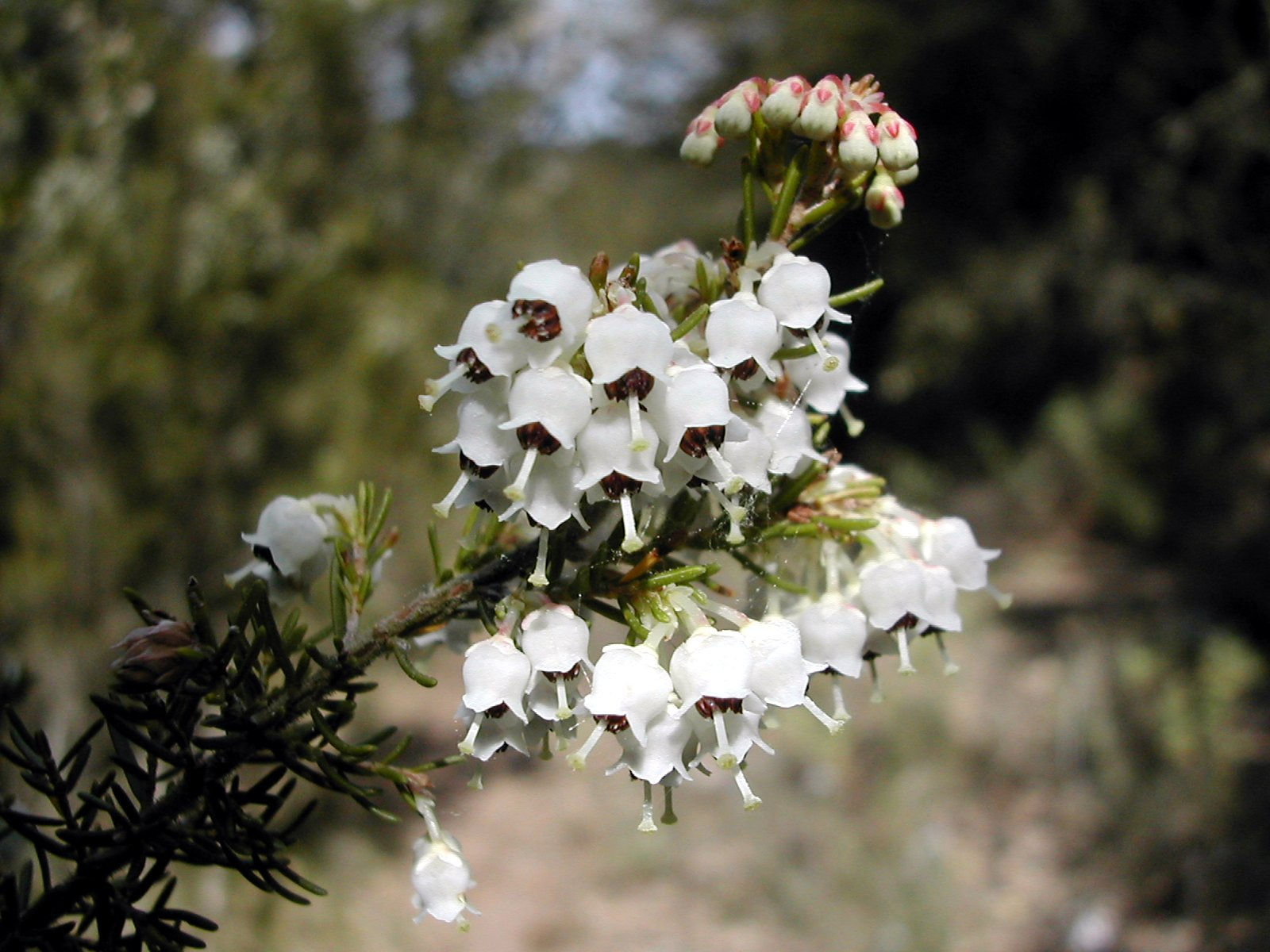
Соцветие

Кустарник от 1 до 4 м высотой, самые высокие могут достигать высоты 6—7 м. Прямостоячий ветвистый ствол с кустистой кроной.
Кора бурая или тёмно-серая.
Листья небольшие линейные или игловидные, длиной 3—5 мм. Расположены в мутовках или частично очерёдно.
Цветки белые с черными штрихами, колокольчатые, собраны в длинные соцветия.
Плод — четырёхстворчатая коробочка, наполненная мелкими многочисленными семенами.

## Значение и применение
Применяется как декоративное растение в садах и парках.
Древесина эрики древовидной — бриар — используется в производстве курительных трубок.

## Галерея

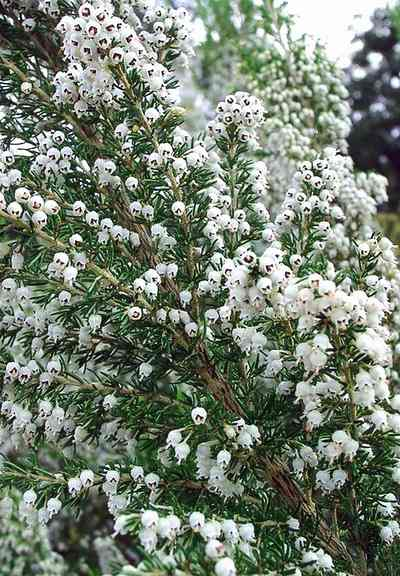
Erica arborea
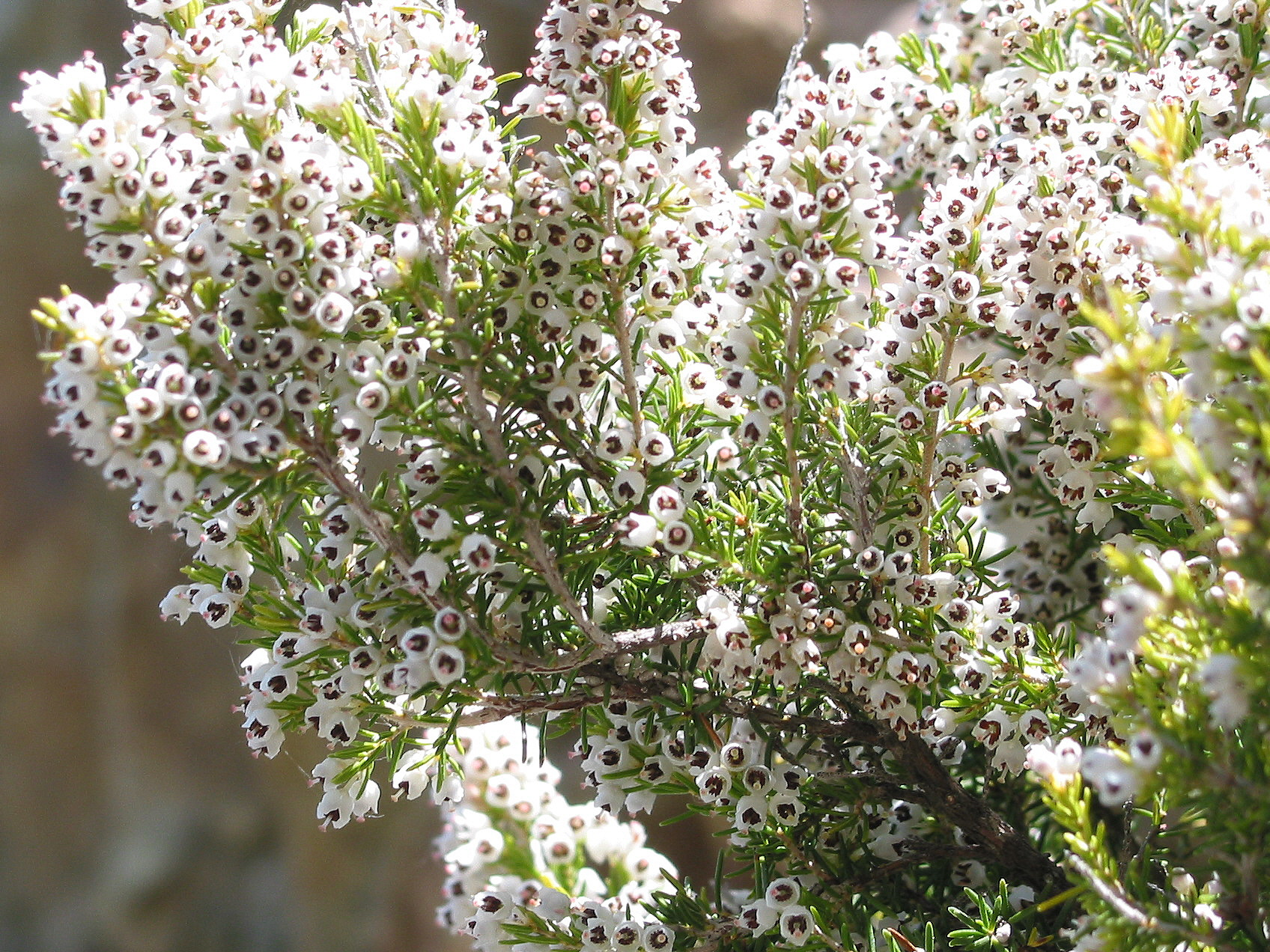
Erica arborea